# August Friedrich Schlotthauber
August Friedrich Schlotthauber ( ? - 1872 ) fue un botánico alemán.

## Algunas publicaciones
- 1844. Absolute und definite Entscheidung der Streitfrage über die Emancipation der Juden: aus wahrer Menschenliebe und Unpartheilichkeit, aus Religiosität und Gerechtigkeitsliebe geschrieben.
- 1865. Die deutschen Seerosen Nymphaeen, ihre Vermehrung, Cultur und Keimung und ihre Stellung im natürlichen System (El lirio de agua Nymphaea, su propagación, cultivo y germinación y su lugar en el sistema natural)

- La abreviatura «Schlotth.» se emplea para indicar a August Friedrich Schlotthauber como autoridad en la descripción y clasificación científica de los vegetales.[1]